# اسکات کولکام
اسکات کولکام (انگلیسی: Scott Colcombe؛ زادهٔ ۱۵ دسامبر ۱۹۷۱) بازیکن فوتبال اهل بریتانیا است.
از باشگاه‌هایی که در آن بازی کرده‌است می‌توان به باشگاه فوتبال وست برومویچ آلبیون، باشگاه فوتبال تورکی یونایتد، باشگاه فوتبال دونکستر راورز، و باشگاه فوتبال ردیچ یونایتد اشاره کرد.